# 1991 RQ7
1991 RQ7 är en asteroid i huvudbältet som upptäcktes den 13 september 1991 av de båda japanska astronomerna Seiji Ueda och Hiroshi Kaneda i Kushiro.
Asteroiden har en diameter på ungefär 8 kilometer.